# Uzoamaka Aniunoh
Uzoamaka Doris Aniunoh es una actriz nigeriana, reconocida por su participación en la serie de televisión MTV Shuga.

## Biografía
Nacida en la localidad de Onitsha, en 2015 viajó al Reino Unido para estudiar escritura creativa en la Universidad de Birmingham. En 2017 regresó a su país natal e inició audiciones para una serie de televisión titulada MTV Shuga, en la que fue seleccionada para interpretar el papel de Cynthia. Acto seguido fue escogida para interpretar el papel protagónico en el filme Stuck junto a Seun Ajayi y Lala Akindoju. Cuando la sexta temporada de Shuga retomó grabaciones en Nigeria, Aninouh nuevamente fue convocada en el elenco junto a otros actores como Timini Egbuson, Rahama Sadau y Yakubu Mohammed. En 2020 participó en MTV Shuga Alone Together, serie grabada durante el aislamiento preventivo ocasionado por la pandemia del COVID-19. En el seriado participaron además Lerato Walaza, Mamarumo Marokane, Jemima Osunde y Folu Storms.

## Filmografía destacada
- 2018 - MTV Shuga
- 2019 - Stuck
- 2020 - MTV Shuga Alone Together
- 2020 -Ìfé
- 2021 - Juju Stories